# Metropolia waszyngtońska
Metropolia waszyngtońska – metropolia Kościoła rzymskokatolickiego obejmująca w całości Waszyngton, 5 hrabstw stanu Maryland w Stanach Zjednoczonych i Wyspy Dziewicze Stanów Zjednoczonych.
Archikatedrą metropolitarną jest katedra św. Mateusza Apostoła w Waszyngtonie.

## Podział administracyjny
Metropolia jest częścią regionu IV (DC, DE, MD, VA, VI, WV)
- Archidiecezja waszyngtońska
- Diecezja Saint Thomas

## Metropolici
- kard. Patrick O’Boyle (1965–1973)
- kard. William Wakefield Baum (1973–1980)
- kard. James Hickey (1980–2000)
- kard. Theodore McCarrick (2000–2006)
- kard. Donald Wuerl (2006–2018)
- kard. Wilton Gregory (2019–2025)
- kard. Robert McElroy (od 2025)